# ペンタクロロニトロベンゼン
ペンタクロロニトロベンゼン（英: pentachloronitrobenzene、略称PCNB）は化学式C6Cl5NO2で表される有機化合物。キントゼン（quintozene）などの別名でも呼ばれる。純粋なものは無色、純度の低いものは淡黄色の結晶で、特異な臭気がある。

## 用途
1868年に研究室での合成に成功し、1930年代に水銀系農薬の代替品としてドイツのバイエル社により開発された。日本では1956年4月7日に農薬登録を受け、殺菌剤として野菜の根こぶ病や立枯れ病、根腐れ病の防除に使用されたが2000年3月26日に登録失効した。

## 化学反応
ヨウ素を触媒として、60-70℃でニトロベンゼンを塩素化して製造する。
5 Cl2  +  C2H5NO2   →   C6Cl5NO2  +  5 HCl

## 安全性
半数致死量（LD50）はラットへの経口投与で1,650mg/kg、ウサギへの経皮投与で5,000mg/kg以上。ミシッドシュリンプに対する48時間半数致死濃度（LC50）は0.01μg/Lと水生生物に対しては非常に強い毒性がある。不純物として、発癌性のあるヘキサクロロベンゼン（HCB）を含む。600~800℃の加熱分解によってもHCBを生じる。千葉県と群馬県の農業試験場の調査では、PCNBを散布した土壌中にはHCBのほかペンタクロロアニリン、ペンタクロロベンゼン、ペンタクロロチオアニソールなどの代謝生成物が確認された。PCNBの半減期が2~3か月程度であるのに対し、代謝生成物の中には半減期が3年以上に及ぶものもある。